# Selenicereus chontalensis
Selenicereus chontalensis là một loài thực vật có hoa trong họ Cactaceae. Loài này được (Alexander) Kimnach miêu tả khoa học đầu tiên năm 1991.